# Kalobittacus demissus
Kalobittacus demissus är en näbbsländeart som beskrevs av George W. Byers 1996. Kalobittacus demissus ingår i släktet Kalobittacus och familjen styltsländor. Inga underarter finns listade i Catalogue of Life.